# 3-й отдельный гвардейский ракетный корпус
3-й отдельный гвардейский Витебский Краснознамённый ракетный корпус (войсковая часть 43176) — оперативно-тактическое соединение в составе Ракетных войск стратегического назначения со штаб-квартирой в г. Владимир.
Ракетный корпус сформирован в феврале 1962 года на базе 46-го учебного артиллерийского полигона.

## История
В августе 1959 года на базе управления расформированной 10-й артиллерийской Гумбинненской орденов Суворова и Кутузова дивизии прорыва РВГК началось формирование организационной группы (ОГ) 46-го учебного артиллерийского полигона (в/ч 43176) (УАП) с временной дислокацией в г. Мозырь Гомельской области Белорусской ССР с последующей передислокацией в г. Красноярск. Начальником 46-го УАП назначен генерал-майор Агеев Н. А. Из шести артиллерийских бригад 10-й артиллерийской дивизии прорыва РВГК были сформированы три ракетные инженерные бригады (165-я, 197-я и 198-я бригады).
К 1 сентября 1959 года формирование организационной группы 46-го УАП было завершено, и эта дата в соответствии с приказом МО СССР считается днём войсковой части 43176.
В июне 1960 года на основании директивы Генерального штаба Вооружённых Сил от 5 мая 1960 года ОГ 46-го УАП передислоцирована в г. Владимир, на территорию 7-й гвардейской пушечно-артиллерийской Витебской Краснознамённой дивизии РВГК. Часть офицерского состава расформированной 7-й пушечно-артиллерийской дивизии РВГК была обращена на укомплектование ОГ 46-го УАП, остальной личный состав — на укомплектование трёх ракетных инженерных бригад: 165-й (Кострома), 197-й (Владимир, Тейково), 198-й (Козельск). Одновременно с этим начато изучение новой ракетной техники.
10 марта 1961 года на базе 46-го УАП сформировано управление 3-го отдельного ракетного корпуса. Командиром корпуса назначен гвардии генерал-майор Мелёхин А. Д.
17 апреля 1961 года корпусу переданы по преемственности гвардейское и почётные наименования 7-й пушечно-артиллерийской дивизии РВГК.
8 июня 1970 года на базе 3-го орк образована 27-я гвардейская ракетная Витебская Краснознамённая армия. Командующим армией назначен командир 3-го ОРК Герой Советского Союза гвардии генерал-майор Вишенков В. М.

## Командование
- 1959—1961 — Командир 46-го УАП Агеев, Николай Георгиевич;
- 1961—1970 — Командир 3-го орк гвардии генерал-майор Мелёхин, Алексей Дмитриевич.